# Гури-Сьвйонтковські
Гури-Сьвйонтковські (пол. Góry Świątkowskie) — село в Польщі, у гміні Біла Велюнського повіту Лодзинського воєводства.